# Astrapogon alutus
Astrapogon alutus är en fiskart som först beskrevs av David Starr Jordan och Charles Henry Gilbert 1882.  Astrapogon alutus ingår i släktet Astrapogon och familjen Apogonidae. Inga underarter finns listade.